# Haplospize unicolore
Haplospiza unicolor
Espèce
Statut de conservation UICN

 LC  : Préoccupation mineure
Répartition géographique
L'Haplospize unicolore (Haplospiza unicolor) est une espèce de passereaux appartenant à la famille des Thraupidae.